# Pocahontas (Arkansas)
Pocahontas település az Amerikai Egyesült Államok Arkansas államában, Randolph megyében, melynek megyeszékhelye is. Lakosainak száma 7371 fő (2020. április 1.).

## Népesség
A település népességének változása:

| 2020 | 7 371 |